# Sedraž
Sedraž je naselje v Občini Laško.